# Dragoslav Šiljak
Dragoslav D. Šiljak (Belgrado, 10 de setembro de 1933) é um engenheiro eletricista sérvio.
É professor de engenharia elétrica na Universidade de Santa Clara, onde é professor catedrático com o título Benjamin and Mae Swig University Professor. Obteve o doutorado em engenharia elétrica em 1963 na Universidade de Belgrado.
Em 1981 Šiljak tornou-se fellow do Instituto de Engenheiros Eletricistas e Eletrônicos (IEEE), "por contribuições à teoria do controle não linear e sistemas de larga escala". em 2010 recebeu o Prêmio Richard E. Bellman, "por suas contribui9ções fundamentais à teoria de sistemas em larga escala, controle decentralizado e abordagem paramétrica à estabilidade robusta".

## Obras
- Decentralized Control of Complex Systems, Academic Press (1991).[2]